# Solor

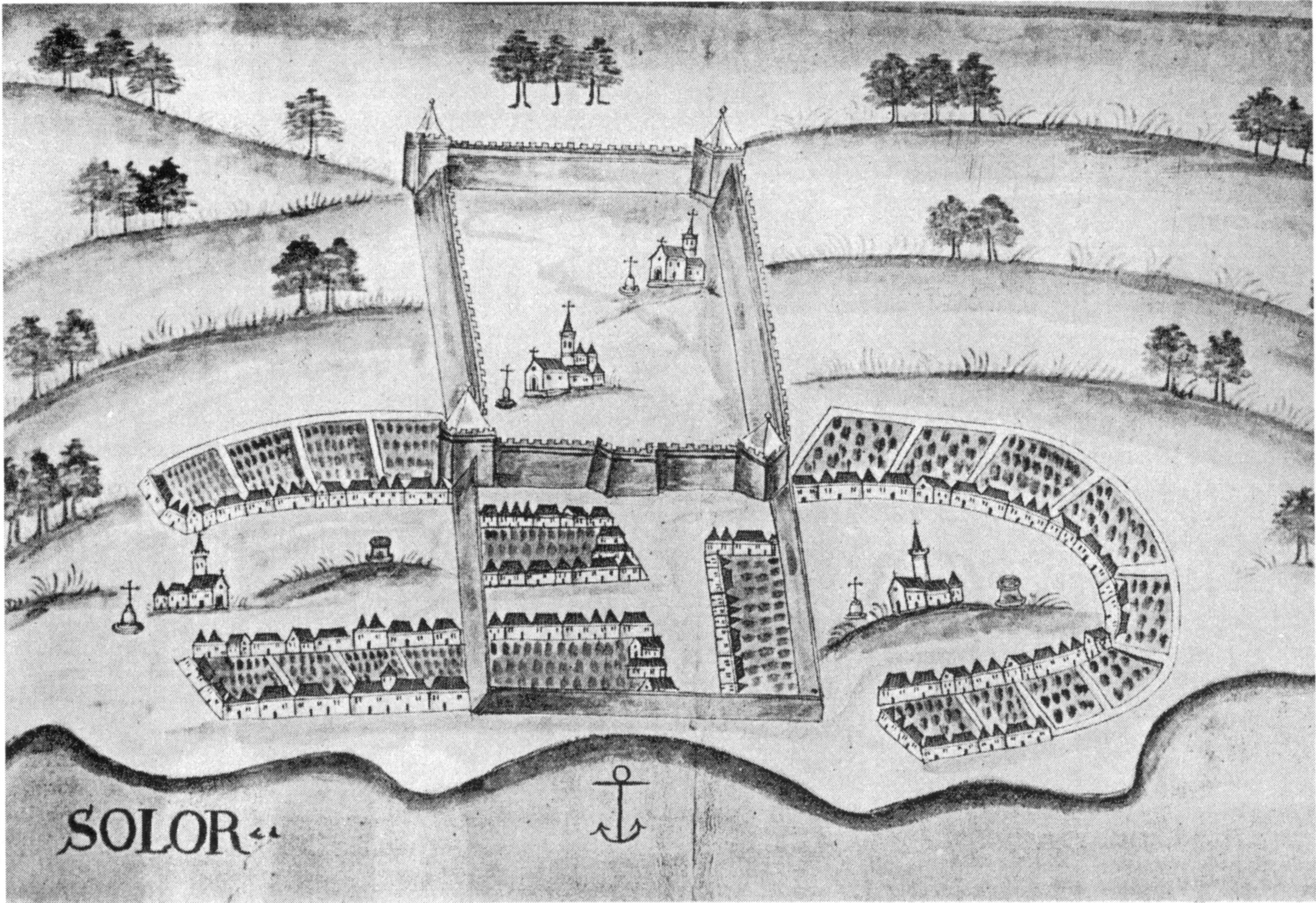
Portugiesische Festung von Solor

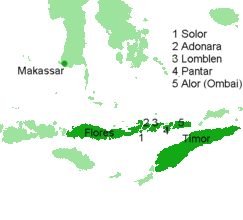
Portugiesische Besitzungen auf den Kleinen Sundainseln im 16. und 17. Jahrhundert

Die Insel Solor gehört zum indonesischen Solor-Archipel und damit zu den Kleinen Sundainseln.

## Geographie
Solor ist 40 km lang und 6 km breit. Ihre Fläche beträgt 222 km². Nördlich liegt die Insel Adonara und östlich Lembata (Lomblen), die ebenfalls zum Solor-Archipel gehören. Im Westen liegt Flores. Südlich von Solor erstreckt sich die Sawusee. Solor gehört zur Provinz Ost-Nusa Tenggara. Auf der Insel gibt es mindestens fünf Vulkane.

### Städte und Dörfer
- Aplame
- Balawelin
- Kelike
- Kukuwerang
- Lamakera
- Lamawolo
- Lewograran
- Liko

## Einwohner
Auf Solor leben 27.058 Menschen (2010). Traditionell sprechen sie Adonara und Lamaholot (Soloresisch). Die Bevölkerung lebt seit Jahrhunderten vom Walfang.

## Geschichte
1520 errichteten die Portugiesen eine Handelsstation in der Stadt Lamakera an der östlichen Seite der Insel als Zwischenstation auf dem Weg von den Molukken nach Malakka. 1530 betrug die Zahl der Portugiesen und einheimischen Christen bereits insgesamt 25.000. 1562 bauten die Dominikaner zum Schutz vor Überfällen durch einheimische Piraten ein Fort aus Palmstämmen, welche ein Jahr später von javanischen Muslimen niedergebrannt wurde. Die Festung wurde 1566 aus Steinen wieder aufgebaut und mit 50 Kanonen bestückt, als die Dominikaner mit der Christianisierung der lokalen Bevölkerung begannen. In den ersten Jahren wurden einige Soldaten unter einem Capitão für Solor angeheuert. Ab 1575 stationierte man hier ein bewaffnetes Schiff mit 20 Soldaten und ab 1595 vergab Goa offiziell den Posten des Capitão, der die Aufgaben eines Gouverneurs für die Region übernahm, sehr zum Unmut der Dominikaner, die sich in ihren Rechten eingeschränkt sahen. Der erste Capitão Goas war Antonio Viegas. 1599 hatte man bereits fünf Kirchen auf Solor errichtet.
Im 16. Jahrhundert waren die Handelswege stark von der Jahreszeit abhängig. Die Karavellen verließen Goa im September mit dem südwärts wehenden Monsun. Von Malakka aus wurden dann indische Waren auf Java gegen chinesische Kupfermünzen getauscht. Dafür erhielt man weiter im Osten auf Sumbawa Reis und einfache Baumwollstoffe, die wiederum auf den Banda-Inseln und Ternate gegen Gewürze getauscht wurden. Einige dieser Handelsreisenden kamen auch nach Solor und Timor, um Sandelholz zu erwerben. Zwischen Mai und September kehrte man mit dem Südwest-Monsun nach Malakka zurück. Um 1582 betrug der Wert der Waren, die von Solor nach Malakka gebracht wurden zwischen 3000 und 4000 Cruzados jährlich.
Es gab immer wieder Widerstand gegen die Portugiesen und ihre Religion. Von 1598 bis 1599 benötigten die Portugiesen eine Armada von 90 Schiffen um einen Aufstand der Einheimischen gegen Capitão Antonio de Andria niederzuschlagen. Das Fort von Laboiana (Levahojong, Lavang) wurde von den Aufständischen niedergebrannt. Es wurde bald darauf wieder aufgebaut. Aufgrund von Konflikten mit den Missionaren, verließen 1599 die Händler Solor und siedelten sich in Larantuka auf Flores an. 1602 griffen Buginesen mit 37 Schiffen und 3.000 Mann die Festung an. Die Belagerung endete, als eine portugiesische Verstärkung eintraf.
Im Januar 1613 bombardierten die Niederländer unter Apollonius Schotte die Festung und landeten an. Der portugiesische Kommandant Alvarez ergab sich am 20. April und einige Tausend Portugiesen, Mestizen und Einheimische verließen Solor Richtung Larantuka. Ebenso die sieben dominikanischen Priester. Schotte berichtet, dass zu diesem Zeitpunkt drei Dörfer mit „neuen Christen“, fünf muslimische und viele weitere Dörfer auf Solor existierten. Die Niederländer besetzten die Festung und benannten sie in Fort Henricus um. Der neue Kommandant Adriaan van der Velde zerstörte die katholische Kirche. Die Niederländer konnten aber mit dieser Niederlassung keinen Profit machen. Nachdem zwei Kommandanten zu den Portugiesen übergelaufen waren, gaben sie 1615 Solor zunächst auf, besetzten es aber erneut 1618 unter Kapitän Crijin van Raenburch. 1621 scheiterte ein Rückeroberungsversuch der Portugiesen. Die Niederländer wurden bei der Verteidigung von den Muslimen unterstützt. Die Stimmung im niederländischen Lager sank aber zusehends, was sich in zahlreichen Desertationen zeigte, unter anderem vom niederländischen Kommandanten Jan Thomaszoon 1624. Sein Nachfolger ab 1627, der Mestize Jan da Hornay (auch d’Hornay oder João de Horney) lief im Februar 1629 zu den Portugiesen auf Larantuka über. Seine Familie sollte dort eine der dominierenden Clans werden. Die Niederländische Ostindien-Kompanie gab daraufhin die Festung erneut auf. Die Dominikaner besetzten im April 1630 Solor erneut. Portugiesischer Kommandant wurde Francisco Fernandes. Die zerstörte Festung wurde wieder aufgebaut und mit 15 Kanonen bestückt. Ein niederländischer Angriff unter Kapitän Tombergen wurde am 18. Juni 1636 erfolgreich abgewehrt, die Festung aber dann noch im selben Jahr von den Dominikanern wieder aufgegeben. 1640 plündern Makassaren die kleine portugiesische Faktorei und brennen sie nieder. 1642 berichtete ein Beamter aus Goa dem portugiesischen König João IV. man habe Kupfer auf Solor gefunden und erbat die Entsendung eines Schiffes zur Besetzung der Insel, doch das Gesuch blieb unbeantwortet. Erst im Februar 1646 besetzten die Niederländer erneut die Festung. Der neue Kommandant wurde suspendiert, nachdem er eine einheimische Frau geheiratet hatte. Der nächste Kommandant forderte den portugiesischen Kommandanten zu einem Duell heraus und wurde erschlagen. 1648 verließen die Niederländer die Insel und die Dominikaner kehrten zurück. 1653 kam es auf Solor zu einem Erdbeben.
Im 17. Jahrhundert bildeten fünf muslimische Fürstentümer (Sengaji) von Solor und Adonara einen Bund, dem Lohayong im Norden Solors als primus inter pares vorstand. Die anderen vier Fürstentümer waren Lamakera und Terong auf Solor und Lamahala und Reich Adonara auf der gleichnamigen Insel. Seit 1613 war der Bund mit der VOC verbündet, während Demon unter portugiesischer Kontrolle stand. Die Soloresen erwiesen sich für die Niederländer als sehr nützlich, da sie mit ihren kleinen Booten zu den einzigen wirklichen geschickten Seeleuten in diesem Teil des Malaiischen Archipels waren. Als die niederländischen Opperhoofden von Fort Henricus 1714 und 1740 plötzlich verstarben, konnten nur soloresische Boote die Nachricht dem Generalgouverneur in Batavia überbringen. In den ersten Jahren des niederländischen Stützpunkts Kupang lud man Einwohner von Lamakera auf Solor ein, sich ein paar hundert Meter östlich vom Fort Concordia auf Timor anzusiedeln. Das Gebiet nannte man Kampung Solor (deutsch Solor-Strand). Im Auftrag der VOC betrieben die Soloresen hier Fischfang. Manchmal kamen auch die Sengaji von Lamakera nach Timor, was den Niederländern missfiel. Sie glaubten, die Anwesenheit der Sengajis auf Solor sei ihnen von größerem Nutzen.
Als Cili, Sengaji von Lohayong im Jahr 1700 während einer Epidemie starb, kämpften zwei Familien um seine Nachfolge, was letztlich zur Spaltung des Kleinreiches führte. Die Fraktion in Lohayong wurde von der VOC anerkannt, die andere Familie regierte vom nahe gelegenem Dorf Menanga aus. Die Sengaji von Lohayong behielten zwar ihren obersten Rang in der Hierarchie, aber sie wurden nicht mehr als die „Herren von Solor“ bezeichnet. Zwischen den anderen vier Fürstentümern brachen Kämpfe aus. Lamakera führte Krieg gegen Lamahala direkt auf der anderen Seite der Meerenge, und Lamahala wiederum lebte in dauernder Feindschaft mit dem Nachbardorf Terong. Adonara, an der Nordküste der Insel, wurde nur gelegentlich in die Kämpfe hineingezogen. Dasi, Sengaji von Lamakera von etwa 1655 bis 1701, blieb aus Sicht des VOC in der unruhigen Zeit der zuverlässigste Partner der VOC und verstand es, sich unentbehrlich zu machen. Mehrmals reiste er mit niederländischen Schiffen nach Batavia, was andere Herrscher selten taten. Er und seine Nachkommen konnten aber auf diese Weise auch ihre eigenen Bündnisse stärken.
Das Walfängerdorf Lamakera konkurrierte mit der abnehmenden Macht Lohayongs immer mehr um die Vorherrschaft auf Solor. Als die Fürstin Nyai Cili (Regierungszeit 1646–1664) im Sterben lag, hatte sie der VOC ihr Reich angeboten. Generalgouverneur Joan Maetsuycker schlug daher vor, Dasi zum neuen Führer des Bundes zu machen, doch stattdessen bestimmte Nyai Cili ihre Enkelin Nyai Cili Muda (1664–1687) zu ihrer Nachfolgerin. Dasis Ernennung hätte zu diesem Zeitpunkt wegen seines geringen Ranges zu Rebellionen geführt. Direkte Konfrontationen vermied Lamakera allerdings, da sich in Lohayong das niederländische Fort Henricus, mit seinen beiden Kanonen befand. 1682 versuchte Dasi in einem Brief an Generalgouverneur Cornelis Speelman die Niederländer davon zu überzeugen, ihren Militärposten nach Lamakera zu verlegen. Er stellte Nyai Cili Muda in ein schlechtes Licht und verkündete, dass er in seinem Ort eine neue Festung gebaut habe, der er den glorreichen Namen „Groot Hollandia“ gegeben habe. Nun würde er eine Besatzung der VOC aus einem Schreiber, vier Soldaten und einigen Kaufleuten erwarten. Die VOC ging anscheinend nicht auf das Angebot ein. Groot Hollandia erscheint zwar in einigen Berichten, doch gibt es heute von ihr keine Spuren mehr. Wahrscheinlich war das Fort aus Holz gebaut, so dass von ihr im Gegensatz zu Fort Henricus heute nichts mehr übrig ist.
Dasi baute immer weiter ein Netzwerk in der Region auf. Auf See unterstützten Lamakeraner die Niederländer im Handel mit den Inseln Alor und Pantar. Außerdem erhielt er einen offiziellen Handelspass, mit dem seine Schiffe auch nach Roti, Sawu, Bima und Wetar segelten. Später wurde die Erlaubnis für Wetar wieder eingezogen, da die Insel in einem anderen Gebiet de VOC lag. Doch der Handel mit Roti verlief regelmäßig. Unter Dasis Ehefrauen war auch eine Rotinesin adliger Herkunft, möglicherweise aus Ringgou. Sein Sohn Jacob heiratete die Tochter des Herrschers der Helong auf Timor Ama Susang.
1851 verkaufte der portugiesische Gouverneur José Joaquim Lopes de Lima ohne Autorisation aus Lissabon Solor und andere Gebiete auf den Kleinen Sundainseln, die unter portugiesischer Oberhoheit standen, für 200.000 Florins an die Niederlande. Lissabon erkannte den Verkauf nicht an und ließ Lopes verhaften. Er starb auf der Rückfahrt nach Europa. Ab 1854 wurden die Vereinbarungen neu verhandelt. Im Vertrag von Lissabon wurde der Verkauf schließlich bestätigt. Die Ratifizierung erfolgte 1859. Die Niederländer besetzten zwar mit einer kleinen Truppe das Fort, doch bereits 1869 wurde die Besatzung aus wirtschaftlichen Gründen wieder abgezogen. Die offizielle Zugehörigkeit zu den Niederlanden blieb bestehen.

## Persönlichkeiten
- Nyai Cili († 1664), Herrscherin
- Nyai Cili Muda († 1686), Herrscherin
- Francisco Fernandes, Militärkommandant des 17. Jahrhunderts, Topasse